# Charles de Rambures
Charles de Rambures (1572-1633) fut un capitaine de guerre français au service des rois Henri IV et Louis XIII.

## Biographie
Charles de Rambures était le fils de Jean IV de Rambures (1543 - 1591) et Claude de Bourbon-Vendôme-Ligny, et le petit-fils de Jean III de Rambures (~1500 - après 1558) et de Françoise d'Anjou-Mézières, comtesse de Dammartin. Il était  seigneur de Rambures chevalier de l'Ordre du Saint-Esprit, capitaine de 50 hommes d’armes puis maréchal de camp, Gouverneur de Doullens et du Crotoy
En 1589, il remporta au côté d'Henri IV, la victoire d’Arques-la-Bataille contre les troupes du duc de Mayenne, chef de la Ligue.
En 1590, à la Bataille d'Ivry il sauva la vie d’Henri IV qui le combla d’honneurs et le surnomma « le brave Rambures ». Il commandait une compagnie au siège d'Aumale, en 1592. Il fut amputé d’un bras, à la suite de blessures reçues à Ivry et au Siège d'Amiens (1597)
Il devint conseiller d'État et gouverneur de Bergerac, colonel d'un régiment d'infanterie qui portait son nom, mestre de camp du régiment des gardes. En 1619, il devint maréchal de camp et vice-amiral de Picardie.
En 1620, il épousa en premières noces, Marie, fille de Jean de Montluc-Balagny, dame de Bohain, Oisy et Beaurevoir, et en secondes noces, Renée de Boulainvilliers, dame de Courtenay (issue de Charles IV du Maine et des comtes de Dammartin).
Il prit part, à la tête de son régiment, au siège de La Rochelle, en 1627-1628.
Il mourut de ses blessures en 1633.

## Postérité
Ses trois fils, Jean, François et Charles, marquis de Rambures et de Courtenay, successivement colonels du Régiment de Rambures, moururent en campagne. Son seul petit-fils Louis-Alexandre de Rambures fut tué en Alsace en 1676 à l'âge de 18 ans. Le château et la seigneurie de Rambures passèrent alors à la sœur de ce dernier, la duchesse de Caderousse, qui le légua à son cousin germain le marquis de La Roche-Fontenilles, lui-même petit-fils de Charles de Rambures.

## Pour approfondir